# Dingley, Northamptonshire
Dingley är en civil parish i Storbritannien. Den ligger i grevskapet Northamptonshire och riksdelen England, i den södra delen av landet, 120 km norr om huvudstaden London.